# Юннан-Гуейджоуско плато
Юннан-Гуейджоуското плато (на китайски: 云贵高原) е плато в Южен Китай. По-голямата му част е разположена в провинции Юннан и Гуейджоу.
Дължината на платото е около 1000 км, широчината му е около 400 км, а общата площ е около 500 000 км². Определят се 2 области на платото – на запад планините на Юннан с хребети със средна височина 2000 м и върхове до 4000 м, а на изток планините на Гейнджоу с невисоки хребети с височина до 1200 м и речни долини.
Платото е изградено от варовични скали и се образуват красиви карстови пейзажи.